# Kecamatan Cibadak (distrikt i Indonesien, Jawa Barat)
Kecamatan Cibadak är ett distrikt i Indonesien.   Det ligger i provinsen Jawa Barat, i den västra delen av landet, 80 km söder om huvudstaden Jakarta.